# Hele
Hele är en köpinghuvudort i Kina. Den ligger i provinsen Hainan, i den södra delen av landet, omkring 130 kilometer söder om provinshuvudstaden Haikou. Antalet invånare är 57 165. Befolkningen består av 27 049 kvinnor och 30 116 män. Barn under 15 år utgör 20,0 %, vuxna 15-64 år 71 %, och äldre över 65 år 8,0 %.
Närmaste större samhälle är Wanning, 14,7 km sydväst om Hele. 
Genomsnittlig årsnederbörd är 2 462 millimeter. Den regnigaste månaden är september, med i genomsnitt 399 mm nederbörd, och den torraste är januari, med 38 mm nederbörd.